# یکی برای همه، همه برای یکی

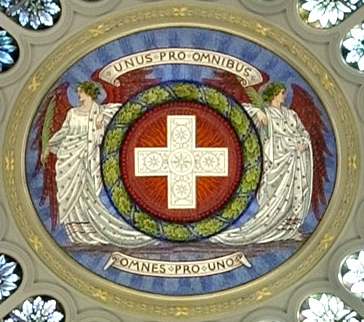
شعار در بخش مرکزی گنبد کاخ فدرال در سوئیس.

Unus pro omnibus, omnes pro uno یک عبارت لاتین در مضمون فداکاری و از خود گذشتگی به معنی «یکی برای همه، همه برای یکی» است. این عبارت به طور سنتی شعار ملی سوئیس است.
معروفترین استفاده آن در کتاب سه تفنگدار از الکساندر دومای پدر است که در آن عبارت برعکس می‌شود «همه برای یکی، یکی برای همه»